# مسجد جامع پوده
مسجد جامع پوده مربوط به اواخر دوره افشار - دوره زند است و در شهرستان دهاقان، روستای پوده واقع شده و این اثر در تاریخ ۱ دی ۱۳۴۸ با شمارهٔ ثبت ۸۹۴ به‌عنوان یکی از آثار ملی ایران به ثبت رسیده است.
منبر و حوض سنگی آن متعلق به دوران صفویه‌است. درون حجره‌های آن، بر روی دیوارها، آثاری از نقاشی‌های دوران صفویه باقی مانده‌است. منبر مسجد از سنگ سیاه است و پنج پله دارد. در حاشیه منبر نام چهارده معصوم خوشنویسی و کنده‌کاری شده‌است. در سمت دیگر آن آیةالکرسی را نقر نموده‌اند. بر گوشه‌ای از این منبر این بیت آمده‌است:
«بنا نهاد همین مسجد و همین منبر علی‌ست ابن علی و بوداق ابن قلندر»
در سمت دیگر هم، بیتی آمده‌است که با حساب ابجد، سال ۱۰۶۲ ه‍.ق یعنی سال سلطنت شاه صفی بن شاه عباس کبیر را نشان می‌دهد. نام حجار منبر نیز در زاویه‌ای از منبر دیده می‌شود. در زمان صفویه این منبر مکان جلوس شاهانی که به این منطقه می‌آمدند، بوده‌است.